# Lake Sarasota
Lake Sarasota es un lugar designado por el censo ubicado en el condado de Sarasota en el estado estadounidense de Florida. En el Censo de 2010 tenía una población de 4.679 habitantes y una densidad poblacional de 1.296,89 personas por km².

## Geografía
Lake Sarasota se encuentra ubicado en las coordenadas 27°17′25″N 82°26′15″O / 27.29028, -82.43750. Según la Oficina del Censo de los Estados Unidos, Lake Sarasota tiene una superficie total de 3.61 km², de la cual 3.51 km² corresponden a tierra firme y (2.66%) 0.1 km² es agua.

## Demografía
Según el censo de 2010, había 4.679 personas residiendo en Lake Sarasota. La densidad de población era de 1.296,89 hab./km². De los 4.679 habitantes, Lake Sarasota estaba compuesto por el 91.52% blancos, el 2.54% eran afroamericanos, el 0.15% eran amerindios, el 1.45% eran asiáticos, el 0.28% eran isleños del Pacífico, el 2.09% eran de otras razas y el 1.97% pertenecían a dos o más razas. Del total de la población el 9.7% eran hispanos o latinos de cualquier raza.